# Серрі
Серрі (італ. Serri, сард. Serri) — муніципалітет в Італії, у регіоні Сардинія, провінція Кальярі.
Серрі розташоване на відстані близько 380 км на південний захід від Рима, 55 км на північ від Кальярі.
Населення — 672 особи (2014).
Щорічний фестиваль відбувається 1º вересня. Покровитель — San Basilio Magno.

## Демографія
Населення за роками:

Станом на 1 січня 2023 року в муніципалітеті офіційно проживало 9 іноземців з 4 країн, серед них 9 громадян країн Євросоюзу.

## Сусідні муніципалітети
- Есколька
- Джерджеї
- Ізілі
- Мандас
- Нуррі